# Лурдский грот (Кретинга)
Лурдский грот в Кретинге (Литва) — один из символов города; сооружение религиозного назначения, искусственный грот, посвящённый Пресвятой Деве Марии. Входит в комплекс зданий бернардинского монастыря и костёла Благовещения Святой Девы Марии, с 2003 года включён в Регистр культурных ценностей Литовской Республики (код 27502) и является охраняемым государством объектом культурного наследия регионального значения.

## История

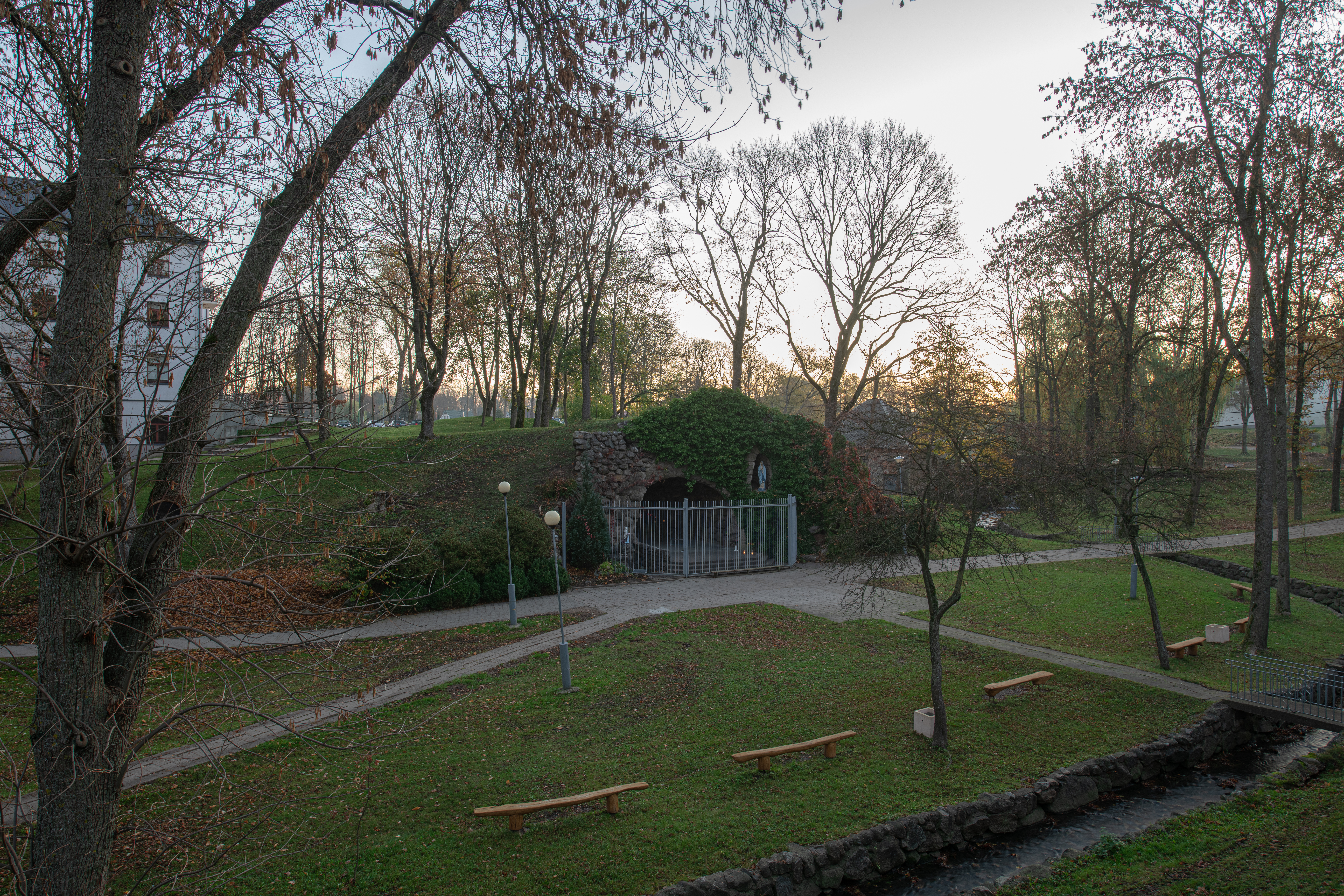

Создание кретингского Лурда было приурочено к 75-летию явления Пресвятой Богородицы во французском Лурде. В Кретинге Лурдский грот заложен по инициативе ксендза Аугустинаса Дирвяле в долине речки Допултис (Пастаунинкас), неподалеку от монастыря. На верхнем входе установлена статуя Пресвятой Девы Марии Лурдской, на другой стороне нижнего входа — статуя коленопреклоненной и смотрящей на Пресвятую Деву святой Бернадетты со свечой в руке. Обе статуи привезены из Франции. Лурд в Кретинге был открыт 2 августа 1933 года; в торжественной церемонии участвовали тогдашний президент Литвы Антанас Сметона, министр обороны Балис Гедрайтис и 25 тысяч паломников со всей Литвы.
В 1941 году, когда в город вошли немцы, Лурд стал местом убийства евреев, а через десять лет по распоряжению советских властей его до половины засыпали землей. В 1952 году Лурд был уничтожен, однако местным жителям удалось перенести в костёл его скульптуры. Находящаяся рядом с Лурдом площадь, носящая имя Пресвятой Девы Марии, позднее использовалась для строевой подготовки солдат. В конце 1988 года грот и его территория были возвращены католической общине. В 1989 году жители Кретинги восстановили Лурд — расчистили речку, проложили дорожки, посадили деревья, вернули скульптуры.
Кретингский Лурд является одним из важнейших символов истории, религиозной культуры и архитектурного наследия города, сегодня здесь проводятся городские и религиозные праздники, мероприятия учебных заведений.

## Галерея

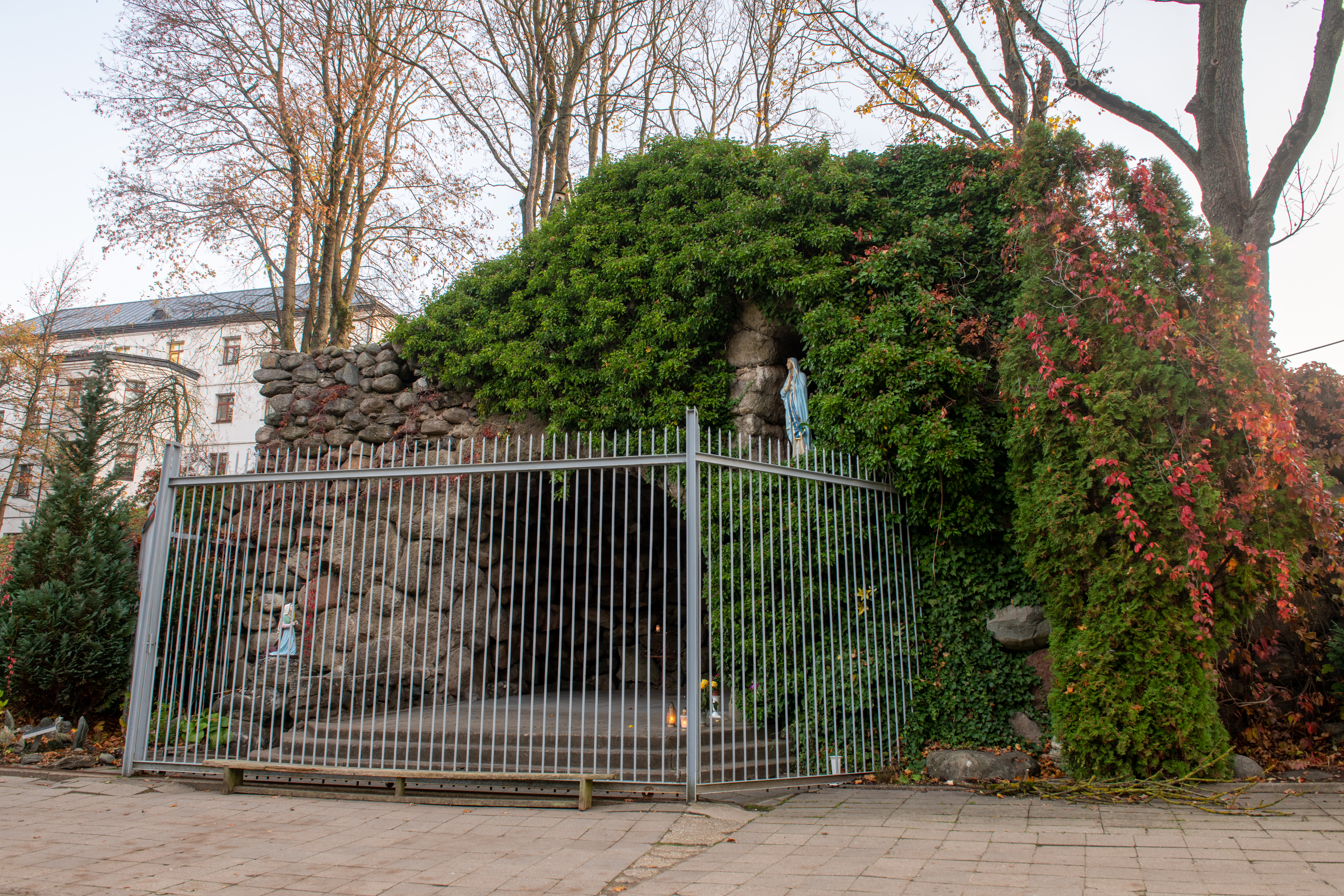
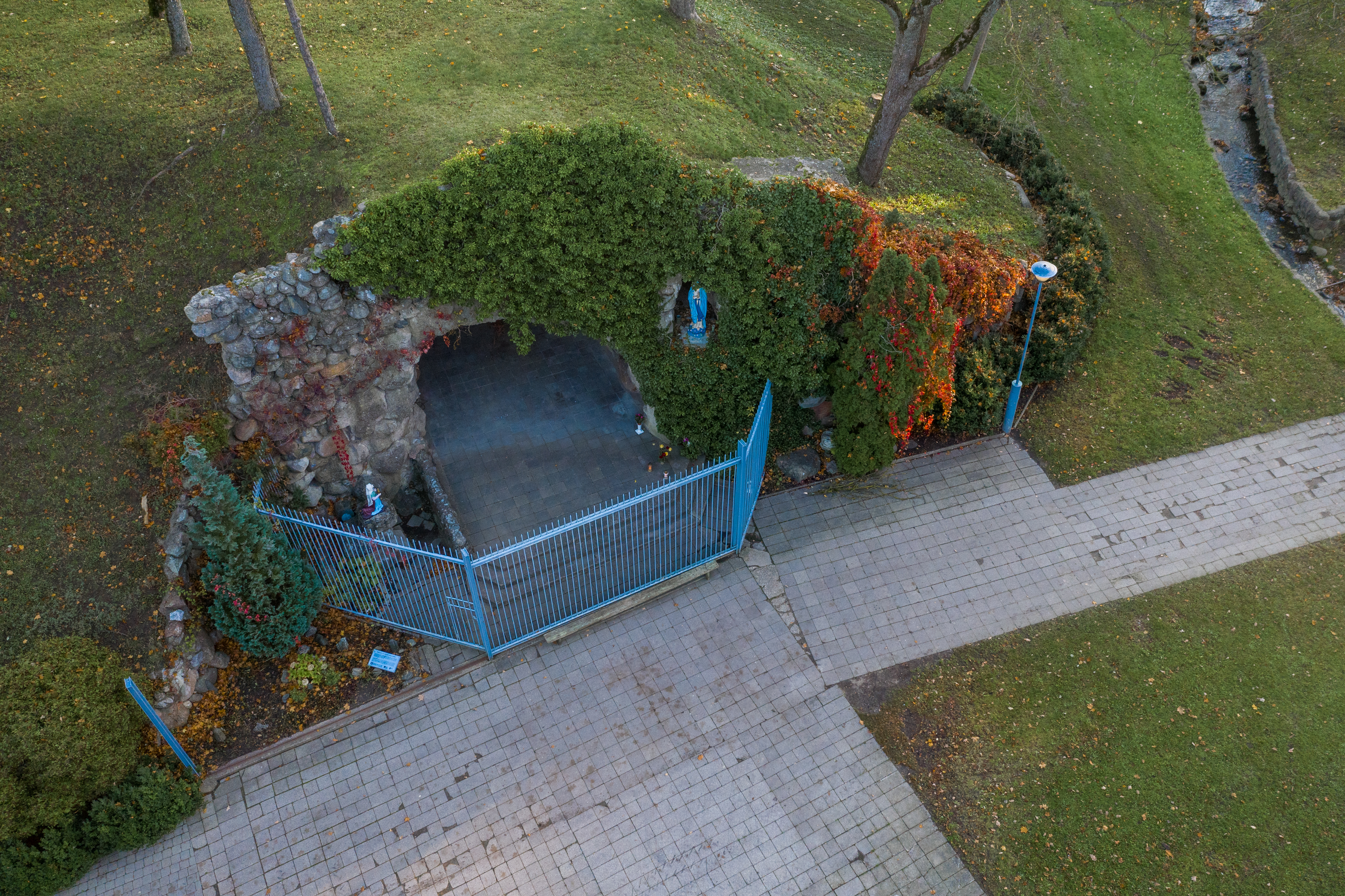
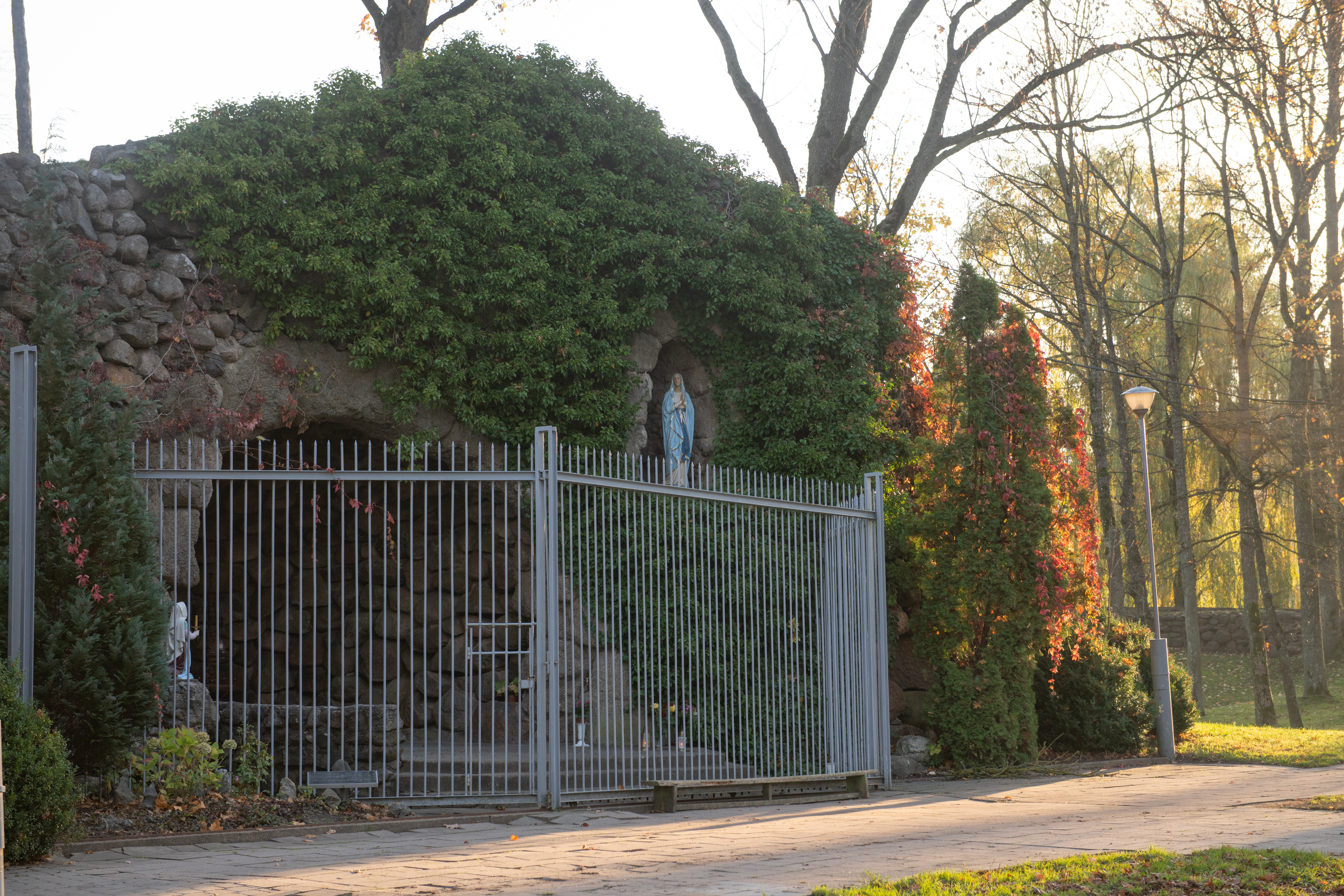
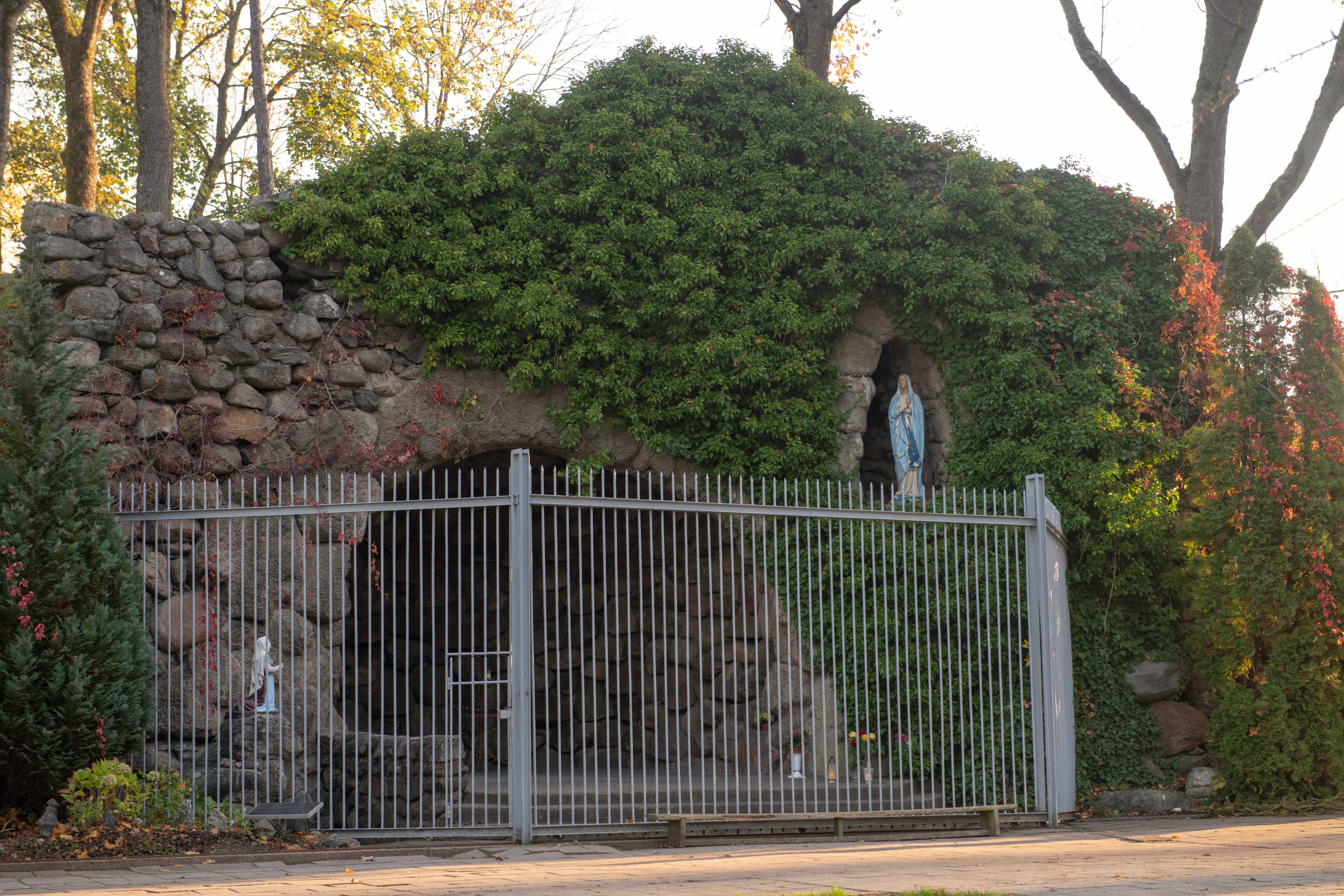